# 3527 McCord
3527 McCord (1985 GE1) là một tiểu hành tinh vành đai chính được phát hiện ngày 15 tháng 4 năm 1985 bởi Ted Bowell ở Flagstaff (AM).